# 5621 Erb
5621 Erb è un asteroide areosecante. Scoperto nel 1990, presenta un'orbita caratterizzata da un semiasse maggiore pari a 2,3039094 UA e da un'eccentricità di 0,3839248, inclinata di 5,52997° rispetto all'eclittica.